# Маріо Вранчич
Маріо Вранчич (нім. Mario Vrančić, нар. 23 травня 1989, Славонський Брод, нині Хорватія) — боснійський футболіст, що грає на позиції півзахисника.

## Клубна кар'єра
Станом на 2016 рік:
| Клуб             | Клуб                     | Клуб             | Ліга | Ліга | Кубок | Кубок | Загалом | Загалом |
| Сезон            | Клуб                     | Ліга             | Ігри | Голи | Ігри  | Голи  | Ігри    | Голи    |
| Німеччина        | Німеччина                | Німеччина        | Ліга | Ліга | Кубок | Кубок | Загалом | Загалом |
| ---------------- | ------------------------ | ---------------- | ---- | ---- | ----- | ----- | ------- | ------- |
| 2006–11          | «Майнц 05 II»            | Бундесліга 3     | 44   | 16   | 0     | 0     | 44      | 16      |
| 2006-11          | «Майнц 05»               | Бундесліга       | 10   | 0    | 0     | 0     | 10      | 0       |
| 2009-10          | «Рот Вайс (Аален)»       | Бундесліга 2     | 12   | 0    | 0     | 0     | 12      | 0       |
| 2011–12          | «Боруссія (Дортмунд) II» | Бундесліга 3     | 47   | 16   | 0     | 0     | 47      | 16      |
| 2012–15          | «Падерборн 07»           | Бундесліга 2     | 91   | 12   | 0     | 0     | 91      | 12      |
| 2015–            | «Дармштадт 98»           | Бундесліга       | 14   | 1    | 0     | 0     | 14      | 1       |
| Загалом          | Німеччина                | Німеччина        | 139  | 45   | 0     | 0     | 139     | 45      |
| За всієї кар'єри | За всієї кар'єри         | За всієї кар'єри | 139  | 45   | 0     | 0     | 139     | 45      |

## Особисте життя
Старший брат Маріо, Дамир, також грає у футбол — у нижчих дивізіонах Німеччини.

## Титули і досягнення
- Чемпіон Європи (U-19): 2008